# Ahualulco de Mercado
Ahualulco de Mercado è un comune del Messico, situato nello stato di Jalisco, il cui capoluogo è la località omonima.